# رمصة الثانية (طراح)
رمصة الثانية (بالفارسية: رامسه دو) هي قرية تقع في إيران في قسم طراح الريفي. يقدر عدد سكانها بـ 341 نسمة بحسب إحصاء 2016.